# Caspar Otto von Glasenapp

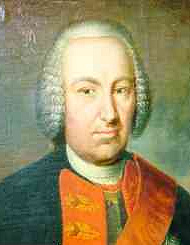
Caspar Otto von Glasenapp, königlich preußischer Generalfeldmarschall

Wappen der Familie von Glasenapp

Grenadier des Infanterie-Regimentes Nr. 1 von Glasenapp

Caspar Otto von Glasenapp (* 25. Juni 1664 auf Gut Wurchow, Kreis Neustettin; † 7. August 1747 in Berlin) war preußischer Offizier, zuletzt Generalfeldmarschall.

## Familie
Er entstammte dem namhaften, in Pommern schlossgesessenen Adelsgeschlecht von Glasenapp. Seine Eltern waren der brandenburger Landrat Kaspar Otto von Glasenapp († 5. Januar 1664 in Kolberg) und dessen Ehefrau Ernestina von Zitzewitz. Sein Bruder war Generalmajor Erdmann von Glasenapp. Er heiratete am 14. Februar 1700 in Köslin Anna Margarete von Zastrow aus dem Haus Beerwalde. Die Ehe blieb kinderlos. Erben wurden seine Brüder Paul Casimir, Heinrich Christoph und Paul Wedig.

## Militärischer Werdegang
Nachdem er 1679 in die Garde eingetreten war, wurde er 1683 Fähnrich im „Churfürstlichen Leibregiment“ („No. 1“) und 1687 Sekondeleutnant. Am 9. September 1692 wurde er zum Stabskapitän ernannt, am 15. Juli 1695 zum Kapitän und Kompaniechef des Regiments (nun „Füsilier-Garde“). Er nahm mit dem Regiment an den Kämpfen in Ungarn, am Rhein und in Brabant teil.
Glasenapp wurde am 10. November 1705 zum Major befördert, am 6. Dezember 1709 zum Oberstleutnant und am 11. Mai 1713 zum Oberst und Kommandeur des Regiments, nun „Wartensleben zu Fuß“. Am 17. Oktober 1723 wurde er Generalmajor und Chef seines Regiments, das nun „Regiment Glasenapp zu Fuß“, umgangssprachlich „Glasenapsche Regiment“ -hieß.
Am 10. Februar 1729 wurde Glasenapp zum Kommandanten von Berlin ernannt. Die detaillierten Anordnungen von König Friedrich Wilhelm I. zur Eindämmung der Bettelei und zur Sauberkeit auf den Straßen Berlins setzte er konsequent um. Seine Maßnahmen zur Durchsetzung von Ordnung und Disziplin waren in der Stadt gefürchtet. Am 12. Mai 1732 wurde er Generalleutnant, am 1. Dezember 1735 Gouverneur von Berlin, er blieb jedoch gleichzeitig Regimentschef. Prälat des Hohen Stifts zu Cammin in Pommern wurde Glasenapp am 1. Januar 1737, General der Infanterie am 29. Juni 1740. Die Ernennung zum Generalfeldmarschall folgte mit Patent vom 4. Juni 1741. Am 21. Juli 1742 wurde Glasenapp aus dem aktiven Militärdienst verabschiedet, er blieb aber Gouverneur von Berlin und behielt die „Honneurs bey der Armee als Generalfeldmarschall auf Lebenszeit“.
Glasenapp wurde 1747 in der Berliner Garnisonkirche beigesetzt.

## Orden und Ehrenzeichen
- Ritter des Johanniterordens am 19. März 1696[2]
- Ritter des Schwarzen Adlerordens am 17. Januar 1735[3]
- Ritter des Ordens de la Générosité